# Едуард Бернштейн
Едуард Бернштейн (Бернштайн, нім. Eduard Bernstein) (1852—1932) — німецький економіст, публіцист та політик, засновник реформістського (ревізіоністського) напрямку соціалізму, який став фундаментом для соціал-демократичної ідеології в її сучасному розумінні..

## Біографія
Народився в Шенеберзі, у єврейській родині, що сповідувала реформістський юдаїзм.
За браком коштів не зміг закінчити середню школу. Трудову діяльність розпочав як банківський працівник, з 1878 року працював секретарем впливового прихильника соціалістів Карла Гехберга (Karl Höchberg), який спонсорував декілька соціалістичних газет.

### Початок політичної діяльності
До Соціал-Демократичної Партії Німеччини (СДПН) Едуард Бернштейн вступив вже у 22 роки. З 1881 р. він працює редактором видання «Sozialdemokrat» і швидко досягає визнання як впливовий теоретик. Був обвинувачений у образі імператора, через що тривалий час не міг повернутися до Німеччини (жив спочатку у Швейцарії, пізніше — в Британії). Під час проживання у Лондоні здружився з Фрідріхом Енгельсом. На початку — в середині 1890-х років Бернштейн працює над виданням творів Лассаля, Маркса та Енгельса (папери двох останніх йому залишив за заповітом Енгельс), пише біографію Лассаля. Протягом цього часу погляди Бернштейна відрізнялися найбільшою радикальністю.

### Бернштейніанство
Істотні зміни у поглядах сталися наприкінці 1890-х років. Протягом 1898—1902 Бернштейн друкує низку політичних та економічних праць, в яких відстоює докорінно відмінні від марксистських засад, часто — з прямою гострою критикою марксизму. Ці праці відразу створюють широкий резонанс і призводять до появи окремої «бернштейніанської» течії у соціалістичному русі. Після повернення в Німеччину працював у виданні «Sociahstische Monatshefte».
1902 року став депутатом рейхстагу (додаткові вибори), пізніше його неодноразово переобирали.

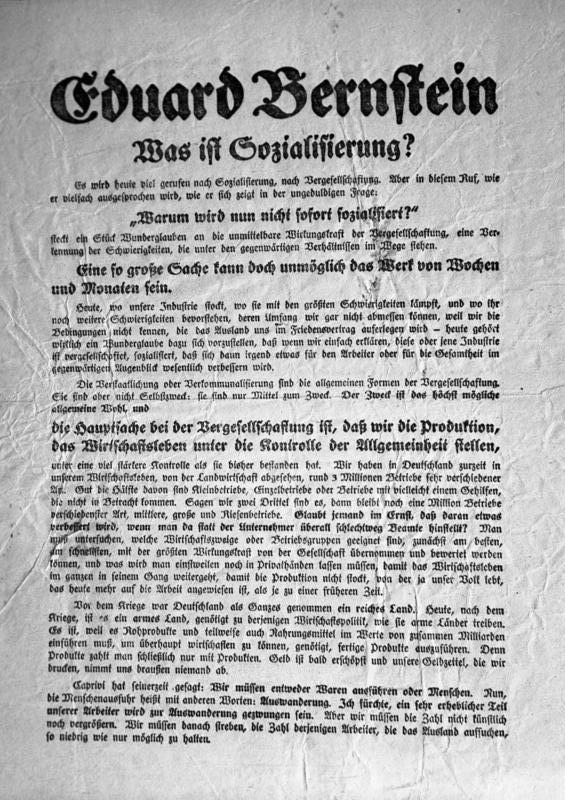
Листівка Е.Бернштейна «Що таке соціалізація?», 1918 р..

 Під час німецької революції 1918 року на посаді заступника міністра фінансів, засуджував експропріацію приватної власності. Пізніше він ставав на захист Веймарської республіки та склав нову програму СДПН, в якій виклав теорію «еволюційного соціалізму».. Метою соціал-демократичного руху було проголошено визволення профспілок і кооперації від усіх законодавчих обмежень, захист праці, соціальне законодавство та обмеження прав щодо розпорядження капіталістичною власністю. Перехід до соціалізму Бернштейн розглядав як широкий розвиток виробничих і споживчих товариств. Останні повинні були зменшити прибутки торгового капіталу, а профспілки — прибутки промисловців.

## Ідеологічний вплив
У книзі «Проблеми соціалізму та завдання соціал-демократії», яка вийшла 1899 року, він виступив як супротивник філософських та економічних доктрин марксизму. За Бернштейном суспільний розвиток веде до зменшення конфлікту між робітниками і капіталом, що ставить під сумнів пророцтва Маркса про олігархічну систему, суспільний катаклізм і, як наслідок — світову революцію. На противагу цьому пропонується еволюційний шлях поступової соціалізації суспільства. Як рецепти були запропоновані муніципалізація, лояльне робоче законодавство, демократизація самоврядування, в тому числі — громадського, співпраця класів(тоді як марксисти розглядали тільки їх боротьбу). Бернштейн при цьому не відкидає політичну та класову боротьбу: в багатьох ситуаціях його вимоги були радикальнішими за позицію марксистського крила партії. Наприклад, він рішуче підтримував загальний страйк 1904 року. На продовження критики марксового вчення Бернштейн протестує проти тези про те, ніби пролетар не має батьківщини.
|  | Повне знищення національних відмінностей — це мрія, при чому мрія некрасива |

|  | Настав час нарешті соціал-демократії [...] відверто стати тим, чим вона вже є дійсно: демократично-соціалістичною партією реформи |

В брошурі «Wie ist wissenschaftlicher Socialismus möglich» (Берлін, 1901) Бернштейн відкидає науковий соціалізм як такий, доводить беззмістовність цього терміну. Ідеї доповнюються у книзі «Обриси з історії та теорії соціалізму». Остаточно якісно новий підхід у політичній стратегії соціалістів формулюється у вислові:
```
«Мета
 
— ніщо. Головне
 
— рух», 
```

яка швидко стала крилатою. Цей вислів символізує готовність відмовитися від очікування ефемерного комунізму заради поступового і постійного руху вперед через більші чи менші соціальні та демократичні завоювання. Бернштейн вважає за необхідне
```
«поряд з розвитком і впливом продуктивних сил і відносин відводити належне місце правовим та моральним поняттям, історичним і релігійним традиціям епохи, впливу географічних факторів, до яких, безумовно, належить і природа самої людини, і її духовні здібності».
[
9
]
.
```

Праці Бернштейна зустрічають жорсткий супротив марксистів. Різко проти нього у 1899 році виступає навіть Карл Каутський. Конфлікт навколо ідей Бернштейна проходить на кількох партійних зборах поспіль, де ревізіоністи протягом перших років існування своєї течії були в меншості. Особливо жорстко на ідеї Бернштейна реагують російські марксисти. Плеханов пропонує виключити Бернштейна з партії (німецької), низку статей з критикою ревізіонізму пише Ленін (який, тим не менш, любив цитувати Бернштейнові вислови).
З іншого боку, ядром для прихильників Бернштейна від початку виступає журнал «Sociahstische Monatshere». Після Першої світової війни ідеї Бернштейна починають домінувати в соціал-демократичному русі. Поштовхом стає остаточний розрив між соціал-демократами та комуністами у 1914—1918 роках, спричинений конфліктом між державницьким пріоритетом у перших і революційним — у других.
Виступав проти геноциду вірменів. Помер Едуард Бернштейн у рідному місті у віці 82 років.